# Amazonka płomiennosterna
Amazonka płomiennosterna (Amazona brasiliensis) – gatunek średniej wielkości ptaka z rodziny papugowatych (Psittacidae). Jest endemitem Brazylii bliskim zagrożenia wyginięciem.

## Taksonomia
Gatunek ten zgodnie z zasadami nazewnictwa binominalnego został opisany przez szwedzkiego przyrodnika Karola Linneusza w 1758 roku w 10. edycji Systema Naturae. Autor nadał mu nazwę Psittacus brasiliensis. Dawniej uważano, że najbliższymi krewnymi tego gatunku są amazonka niebieskolica (Amazona dufresniana) oraz amazonka tęczowa (Amazona rhodocorytha). Czasami traktowano amazonkę płomiennosterną jako podgatunek jednej z nich. Obecnie (2020) badania wskazują, że najbliżej jest spokrewniona z amazonką modrobrewą (Amazona amazonica). Nie wyróżnia się podgatunków.

## Morfologia
Amazonki płomiennosterne osiągają długość około 37 cm oraz ważą 430 g. Brak widocznego dymorfizmu płciowego. W ubarwieniu dominuje zielony. Czoło oraz kantarek są czerwone, policzki oraz pokrywy uszne – niebieskie. Krawędź nadgarstka oraz środkowa część ogona jest czerwona. Końcówki sterówek są żółte. Dziób jest żółto-szary. Oczy są pomarańczowe z bladoszarą obrączką. Młode osobniki mają bardziej matową głowę.

## Zasięg występowania
Gatunek ten występuje na wybrzeżach południowo-wschodniej Brazylii od São Paulo po Santa Catarinę.

## Ekologia i zachowanie
Ptaki te zamieszkują nizinne lasy wilgotne i namorzynowe, a także tereny podmokłe. Najczęściej widywane są pomiędzy 300 a 400 m n.p.m., lecz zamieszkują także niższe oraz wyższe tereny do 700 m n.p.m. Pokarm zdobywają w gęstych lasach różnego typu. W skład ich diety wchodzą owoce, kwiaty, nektar oraz czasami owady. Amazonki te posilają się na różnorodnych gatunkach drzew. Wśród nich dominuje Erythrina speciosa. Innymi drzewami, z których często zdobywają kwiaty i owoce, są Callophyllum brasiliense, Syagrus romanzoffiana, gujawa truskawkowa (Psidium cattleianum). Zdobywają pożywienie w parach oraz stadach do 20 osobników. Na noc zlatują się w większe grupy na małych przybrzeżnych wyspach. Rano pomiędzy godziną 9:00 a 10:00 przylatują z powrotem na ląd.

### Lęgi
Sezon lęgowy trwa od września do lutego, sporadycznie do kwietnia. Amazonki płomiennosterne zakładają gniazda w dziuplach wysokich drzew, przeważnie na wysokości 8–16 m. Głębokość dziupli wynosi 50–100 cm. Najczęściej są one w palmach oraz Callophyllum brasiliense. Często dziuple wcześniej były zamieszkiwane przez dzięcioły. Obszar, na którym gniazdują te ptaki, zazwyczaj stanowią gęste, zalane lasy. Samica składa 3–4 białe jaja. Inkubacja (w niewoli) trwa 28 dni. Młode opuszczają dziuplę w wieku 60–65 dni.

## Status zagrożenia i ochrona
Międzynarodowa Unia Ochrony Przyrody (IUCN) od 2017 roku uznaje amazonkę płomiennosterną za gatunek bliski zagrożenia (NT – near threatened); wcześniej, od 2004 roku miała ona status gatunku narażonego (VU – vulnerable), a od 1994 – gatunku zagrożonego (EN – endangered). Liczbę dorosłych osobników w naturze szacuje się na 6000–6700, a trend liczebności uznaje się za wzrostowy. Największe zagrożenie dla tego gatunku stanowi kłusownictwo. Moment, gdy młode w dziupli zaczynają być stosunkowo głośne, często jest wykorzystywany w celu wybierania ich z gniazda. Również zagrożenie stanowi utrata naturalnego środowiska. Gatunek ten znajduje się w I załączniku konwencji waszyngtońskiej (CITES). Na obszarach chronionych są wieszane budki gniazdowe przeznaczone dla tego gatunku.